# Manfred Kanther
Manfred Kanther (Schweidnitz, 26 maggio 1939) è un politico tedesco, membro dell'Unione Cristiano-Democratica di Germania (CDU). È stato ministro delle Finanze di Hesse tra il 1987 e il 1991 e Ministro federale dell'interno tra il 1993 e il 1998 nei governi Kohl IV e V. Le rivelazioni sul caso dei fondi neri del CDU (2000) hanno messo fine alla sua carriera politica.

## Vita e istruzione
Dopo aver passato il suo Abitur nel 1958, Kanther ha studiato giurisprudenza a Marburg e Bonn, terminando gli studi nel 1966. Durante i suoi studi, è diventato membro della confraternita Corps Guestphalia Marburg (oggi chiamata Corps Guestphalia et Suevoborussia Marburg). Dal 1967 al 1970 Kanther ha ricoperto la carica di Stadtoberrechtsrat a Plettenberg.
Manfred Kanther è sposato e ha sei figli.

## Attività politica
Kanther era un membro del parlamento dello Stato dell'Assia dal 1974 al 1993. Nel 1994, fu eletto nel Bundestag come rappresentante per lo scrutinio di Hanau. È rientrato nel Bundestag nel 1998.
Manfred Kanther è stato coinvolto nello scandalo delle donazioni della CDU dell'Assia del 2000. e si è dimesso dal Bundestag nel gennaio 2000. Il 18 aprile 2005, Kanther è stato condannato a 18 mesi in libertà vigilata dal Landgericht di Wiesbaden per aver agito in modo infedele. La Corte federale di giustizia, tuttavia, dichiarò la sentenza nulla alla fine del 2006 e rinviò il caso al Landgericht di Wiesbaden per ulteriori udienze.